# Betreuungsmanagement (Fachzeitschrift)
Die Zeitschrift Betreuungsmanagement (BtMan) war eine deutsche Fachzeitschrift für Berufsbetreuer mit wissenschaftlichen und praxisorientierten Beiträgen rund um das deutsche Betreuungsrecht, aber auch zu angrenzenden Rechtsgebieten, wie dem dortigen Medizinrecht oder dem Sozialrecht.
Sie erschien von 2005 bis 2009 viermal jährlich.
Herausgeber war der C.F. Müller Verlag, Heidelberg gemeinsam mit dem Verband freiberuflicher Betreuer (VfB), für deren Mitglieder sie zugleich als offizielles Vereinsorgan zählte.
Die Zeitschrift Betreuungsmanagement bot Berufsbetreuern wichtige Unterstützung bei ihrer täglichen Arbeit. Die Themen richteten sich direkt am Betreueralltag aus, die Zeitschrift beleuchtete die beruflichen Perspektiven und befasste sich auch mit angrenzenden Gebieten wie dem Case Management.
Schwerpunktthemen waren:
- 1/2005: Betreuungswesen im Umbruch / Personenbezogenes Budget / Strukturreform im Betreuungswesen
- 2/2005: Haftung / Betreuungsplan / gesetzliche Vertretungsmacht für Angehörige
- 3/2005: Ethik in der Betreuungsarbeit
- 4/2005: Standards in der Betreuungsarbeit
- 1/2006: Sozialrecht und Betreuung / Qualitätssicherung aus Sicht der Justiz
- 2/2006: Betreuungsvorsorge
- 3/2006: Wohnen
- 4/2006: Zwangsmaßnahmen
- 1/2007: Unternehmerische Kooperation
- 2/2007: Behinderung
- 3/2007: Das persönliche Budget
- 4/2007: Verfahrensrecht
- 1/2008: Demenz
- 2/2008: Leistungen bei Krankheit